# クーガー・ヘリコプターズ91便墜落事故
クーガー・ヘリコプターズ91便墜落事故は、2009年3月12日にカナダのニューファンドランド島付近で発生した航空事故である。
セントジョンズ国際空港からシーローズ FPSOへ向かっていたクーガー・ヘリコプターズ91便（シコルスキー S-92A）がメイン・ギアボックスの故障により大西洋に墜落した。乗員乗客18人中17人が死亡した。

## 事故機
事故機のシコルスキー S-92A（C-GZCH）は、製造番号920048として2006年に製造された。搭載されていたのはゼネラル・エレクトリック CT7ターボシャフトエンジンで、2007年4月12日からクーガー・ヘリコプターズの機材として登録されていた。

## 事故の経緯
91便はセントジョンズ国際空港から315km離れたシーローズ FPSOまでを約90分で結ぶ定期便だった。乗客はホワイトローズ油田とハイバーニア油田で働く労働者だった。機長はマシュー・デイビスで、副操縦士はティム・ラヌエットが務めていた。
NDT9時40分、パイロットは管制官に油圧を喪失したことを伝え、メーデーを宣言した。9時48分、91便はセントジョンズ国際空港へ引き返す途中で大西洋に墜落した。墜落から25分後、PAL航空の航空機が反転した状態で浮かぶ機体を発見した。残骸はその後、水深178mの地点に水没した。

## 捜索活動
事故当時の天候は良好で、水温は0度、波の高さは2-3m、風速は20ノット (37 km/h)だった。洋上飛行を行うヘリコプターでは不時着水後の低体温症を防ぐため、サバイバル・スーツを着用することとなっていた。しかしサバイバル・スーツの非常用位置指示無線標識装置から送信された位置情報は受信されなかった。
91便には18人の乗員乗客が搭乗していた。唯一の生存者は骨折などの怪我を負い重傷で、セントジョンズの病院に搬送された。生存者の捜索にはカナダ軍、カナダ沿岸警備隊、PAL航空などがあたった。

## 事故調査

### 残骸の回収
カナダ運輸安全委員会（TSB）は、2機のROVを搭載したアトランティック・オスプレイを使い残骸の回収を行った 。機体は横倒しの状態で、胴体下部にはほとんど損傷が無かった。しかし、他の部分は大破しており、残骸の回収は困難を極めた。そのため、まず乗員乗客の遺体回収が優先された。ROVで撮影された映像から、機内に10体から13体の遺体があることが判明した。3月14日から15日にかけて9体の遺体が回収された。3月17日、TSBはフライトデータレコーダー（FDR）とコックピットボイスレコーダー（CVR）に加えて、全ての遺体が回収されたと発表した。回収されたFDRとCVRはオンタリオ州のオタワに送られた。3月18日、91便の残骸を乗せたアトランティック・オスプレイはセントジョンズに帰還した。3月19日までに残骸は80%が回収され、3月26日までには95%が回収された。

### 残骸の分析
回収された残骸にはチタン製のスタッドが含まれており、TSBはこれをギアボックスのオイルフィルター・アセンブリだと判断した。このスタッドに関して機体の製造会社のシコルスキー・エアクラフトは推奨事項を発行していた。これは、2008年8月にオーストラリアで発生した緊急着陸を受けてのもので、スタッドを1年または飛行時間1,250時間を目安に交換するよう推奨していた。3月21日、連邦航空局（FAA）のLes Dorrはアメリカで登録されているS-92のスタッドを交換するよう耐空性改善指令を出した。FAAは以前にもギアボックスに関する耐空性改善指令を出していた。
3月23日、シコルスキーは交換用のスタッドをS-92を保有する航空会社に配布し、91機のうち50機で交換が完了したと発表した。FAAは交換が完了していないS-92の飛行を停止し、追加の緊急耐空性改善指令を出した。
3月26日、TSBは会見で油圧の喪失はスタッドの破損が原因である可能性が高いと述べた。最後の瞬間、91便は毎分1,000フィート (300 m)の降下率で海面に激突した。また分析から、墜落時には20gが生じたことが判明した。 
S-92は、2003年に潤滑油の喪失を想定したテストで不合格だった。その後、潤滑油の流失が起きやすいオイルクーラーの設計を見直し、テストをクリアした。このとき、潤滑油の喪失が起きる可能性は約1,000万飛行時間に1回と計算されたが、これは全ての流失がオイルクーラーから起きるという仮定に基づいていた。オーストラリアでの事故や91便の事故では潤滑油の流失はオイルクーラーで生じたものではなかった。
2009年6月16日、FAAは追加の耐空性改善指令を発行した。潤滑油の喪失によりメイン・ギアボックスが故障した際の緊急手順を明確にするようシコルスキーに求めた。
2009年6月18日、TSBは中間報告を発表した。調査から、パイロットが不時着水を行おうとしていた可能性があることが判明した。墜落時、メインローターは回転していたが、テールローターはギアが大きく損傷していたため停止していた。高度500フィート (150 m)でメインローターは停止されていたが、緊急浮揚装置は正常に機能しなかった。
2009年10月23日、欧州航空安全機関は北海で運用されるS-92のメイン・ギアボックスの取り付けボルトに亀裂が生じていたことを受け、耐空性改善指令を発行した。
2011年2月9日、TSBは最終報告書を発行した。報告書では、墜落原因として16個の要因が挙げられた。

## 事故後
事故後、クーガー・ヘリコプターズは最大飛行高度を7,001フィート (2,134 m)までに制限した。
2009年6月、生存者と遺族らは機体の製造元であるシコルスキーとその子会社のキーストーン・ヘリコプター・コーポレーションに対して訴訟を起こした。7月14日、代理人は訴訟を取り下げたことを発表した。2010年1月5日、シコルスキーの弁護士は生存者と遺族らと和解したことを明らかにした。
2009年10月19日、元ニューファンドランド・ラブラドール最高裁判所判事のロバート・ウェールズが率いる公開委員会が公聴会を開始した。生存者のロバート・デッカーは11月初旬に証言を行った。遺族などは公聴会で質問を行うことを許された。2010年11月17日、委員会は報告書のフェーズ1を石油委員会に提出した。また、フェーズ2は2011年8月15日にC-NLOPBへ提出された。
2010年6月、クーガー・ヘリコプターズと保険会社はシコルスキーに対して訴訟を起こし、2,500万ドルを越える賠償金を支払うよう求めた。クーガーは、S-92が油圧を喪失した後の飛行性能に関してシコルスキーが偽って伝えたと主張した。また、オーストラリアで発生した重大事故についてシコルスキーが各航空会社に通達しなかったと述べた。シコルスキーは法的手続きをコネチカット州で行おうとしたが、裁判所がこれを却下した。2011年11月、両者は法廷外で和解した。

## 映像化
- メーデー!:航空機事故の真実と真相 第18シーズン第7話「Atlantic Ditching」